# Sitzendorf an der Schmida
Sitzendorf an der Schmida ist eine Marktgemeinde mit 2205 Einwohnern (Stand 1. Jänner 2025) im westlichen Weinviertel in Niederösterreich.

## Geografie

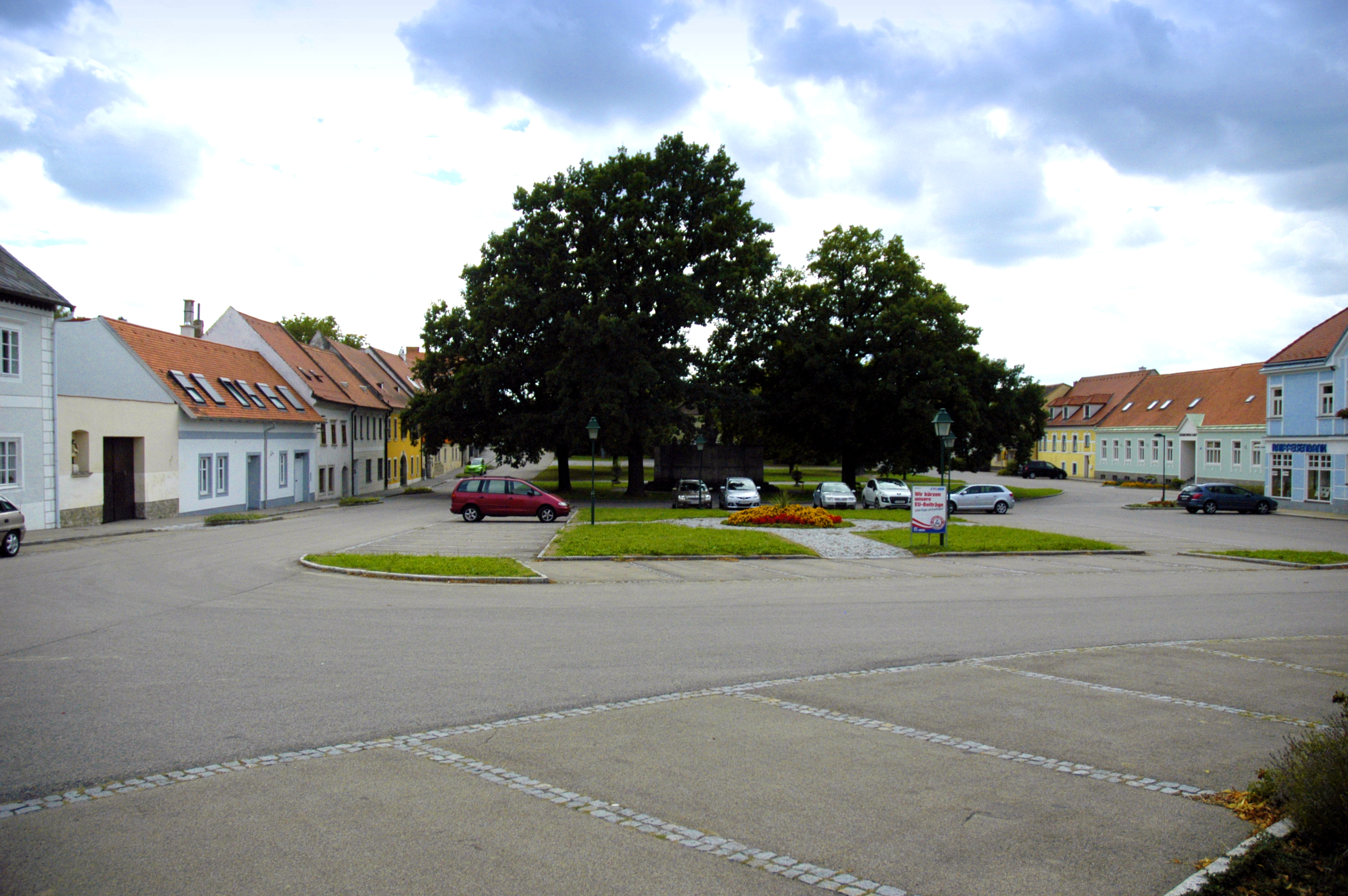
Hauptplatz Sitzendorf an der Schmida

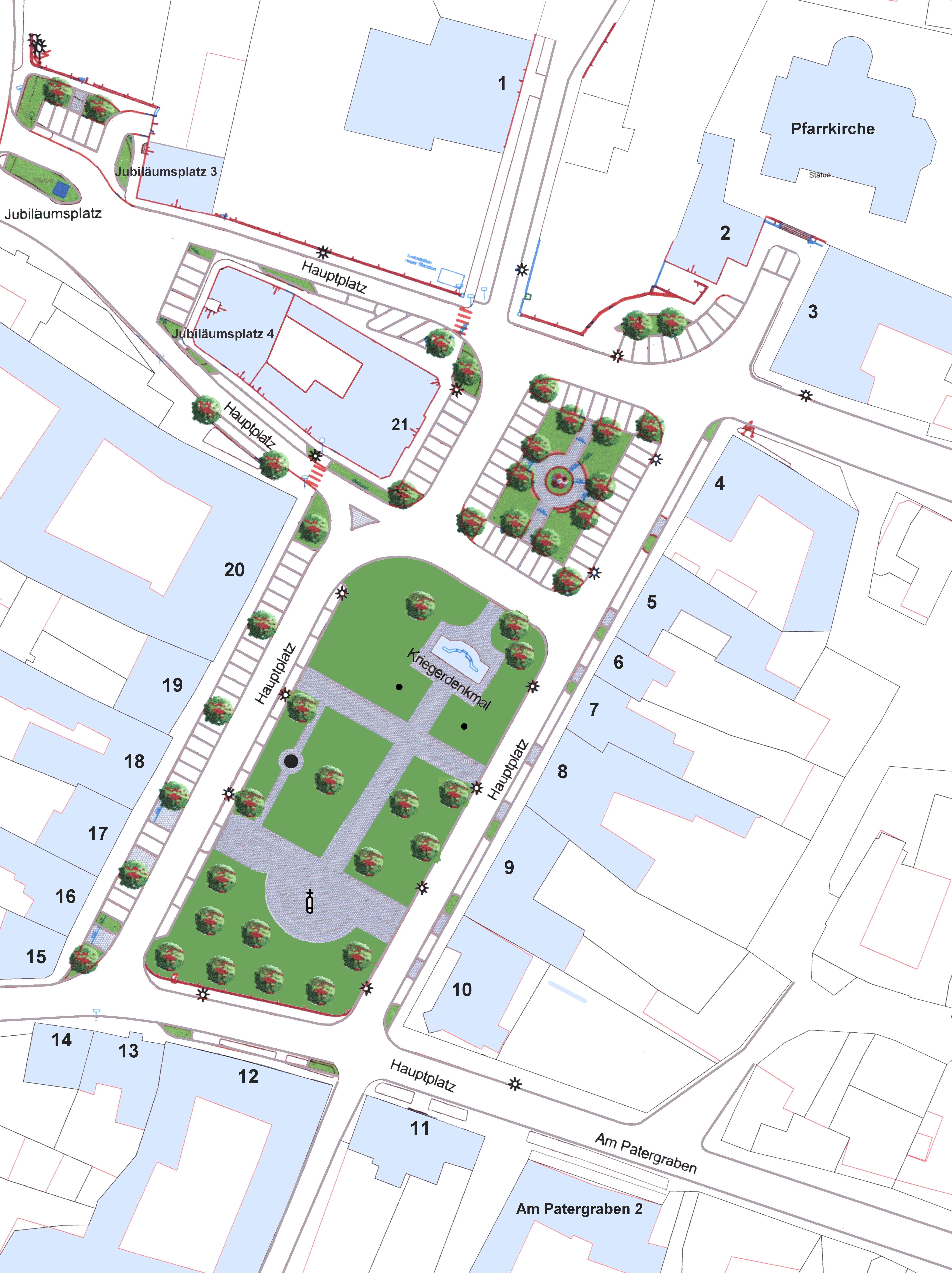
Plan des Hauptplatzes von Sitzendorf

Sitzendorf liegt an der Schmida. Die Fläche der Marktgemeinde umfasst 61,85 Quadratkilometer. Davon sind 81 Prozent landwirtschaftliche Nutzfläche, 4 Prozent Weingärten und 7 Prozent der Fläche sind bewaldet.

### Gemeindegliederung
Hauptort und größter Ort der Gemeinde ist die Ortschaft Sitzendorf. Die größten Teilflächen sind allerdings Frauendorf und Roseldorf. Die Großgemeinde besteht aus neun Katastralgemeinden und gleichnamigen Ortschaften (in Klammern: Fläche Stand: 31. Dezember 2023 bzw. Einwohnerzahl Stand 1. Jänner 2025):
- Braunsdorf (619,25 ha; 173 Ew.)
- Frauendorf (1.244,21 ha); Frauendorf an der Schmida (311 Ew.)
- Goggendorf (842,97 ha; 218 Ew.)
- Kleinkirchberg (222,73 ha; 109 Ew.)
- Niederschleinz (647,02 ha; 300 Ew.)
- Pranhartsberg (320,88 ha; 45 Ew.)
- Roseldorf (1.084,71 ha; 304 Ew.)
- Sitzendorf (830,53 ha); Sitzendorf an der Schmida (661 Ew.)
- Sitzenhart (372,55 ha; 84 Ew.)

### Nachbargemeinden
| Eggenburg           | Röschitz                                    | Guntersdorf |
| Straning-Grafenberg | Kompassrose, die auf Nachbargemeinden zeigt | Grabern     |
| Maissau, Ravelsbach | Ziersdorf                                   | Hollabrunn  |

## Geschichte
Auf dem Gemeindegebiet liegt mit der Keltensiedlung Sandberg die größte Fundstätte Österreichs aus der Keltenzeit. Diese mindestens 40 ha große Siedlung an der Grenze zur nördlichen Nachbargemeinde Zellerndorf bestand vom 3. Jahrhundert v. Chr. bis fast zur Zeitenwende. Sie lag auf dem 340 m hohen Sandberg zwischen Roseldorf und Platt, der durch seine Aussichtswarte „Keltenturm“ weithin sichtbar ist.
Noch ältere Siedlungsspuren reichen etwa 7000 Jahre zurück.
Über die Zeit bis zum Jahre 1794 gibt es in der Gemeinde selbst keine Dokumente, weil bei einem Großbrand am 20. März 1790 alle Unterlagen der Pfarre und der Gemeinde vernichtet wurden. Die Geschichte bis zu diesem Zeitpunkt kann daher nur aus Unterlagen rekonstruiert werden, die außerhalb der Gemeinde aufbewahrt werden. Das älteste vorhandene Protokoll im Gemeindearchiv ist mit 11. November 1793 datiert. Seither existieren Protokolle und Dokumente lückenlos und wurden im Beitrag zur Ortsgeschichte von Leo Maria Trapp, in der Ortsgeschichte von Ferdinand Mayer und zuletzt im Heimatbuch von Peter Aichinger-Rosenberger aufgearbeitet.
In dem von den deutschen Herrschern gemeinsam mit den österreichischen Markgrafen im 11. Jahrhundert gegen die Mährer und Ungarn eroberten niederösterreichischen Landesviertel wurden Schenkungen an verschiedene Grafengeschlechter gemacht. Darunter waren auch die aus dem bayrischen Chiemgau stammenden Sieghardinger, die vor allem den Raum von Sitzendorf, Frauendorf und Pillichsdorf wirtschaftlich erschlossen.
Etwa um 1020 wurde von Graf Sieghard V. vom Chiemgau (auch Sicco oder Sizzo genannt) der Ort Sitzendorf als Angerdorf oder Kirchweiler gegründet. Von diesem Sicco oder Sizzo leitet sich auch der Name des Ortes, zuerst Sicindorf, dann Sizendorff und schließlich Sitzendorf ab. Von den weit gespannten Besitz- und Herrschaftsrechten der Sieghardinger zeugen auch Ortsnamen wie Siezenheim (bei Salzburg), Sitzenhart (Katastralgemeinde von Sitzendorf), Sitzenberg oder Sieghartskirchen.
Die erste urkundliche Nennung Sitzendorfs als Ort und auch als Pfarre stammt aus dem Jahre 1141, als am 24. September Bischof Reginbert von Passau die Pfarrkirche Groß in der heutigen Stadtgemeinde Hollabrunn weihte und ihr den Zehent zu Großnondorf der Gemeinde Guntersdorf verlieh, das zur Pfarre von Sitzendorf gehörte.
1241 gelangte das Patronat und die Vogtei der Kirche von Sitzendorf durch Pfalzgraf Rapoto III. von Bayern, aus dem Hause der Grafen von Ortenberg, an das bayerische Kloster Baumburg und war seither Zentrum der klösterlichen Besitzungen in der Gegend. Die Tatsache, dass in Sitzendorf – etwa im Wappen der Gemeinde – immer wieder der „Passauer Wolf“ zu finden ist, hat hier wohl ihren Ursprung.
Nun begann eine sehr bewegte Geschichte, und viele bekannte Geschlechter wechselten als Besitzer der grundherrschaftlichen Rechte.
Schon früh traten als Lehnsherren die im benachbarten Waldviertel ansässigen, ursprünglich hochfreien Kuenringer auf. In die Zeit ihrer Herrschaft fällt der Bau einer Wasserburg sowie die in der ersten Hälfte des 13. Jahrhunderts erfolgte Anlage des rechteckigen Hauptplatzes von Sitzendorf.
Im Zuge der Niederösterreichischen Kommunalstrukturverbesserung wurden bis dahin selbständige Gemeinde in mehreren Schritten nach Sitzendorf an der Schmida eingemeindet:
- mit 1. Jänner 1966 Kleinkirchberg[8],
- mit 1. Jänner 1967 Pranhartsberg und Sitzenhart[9][10],
- mit 1. Jänner 1971 Braunsdorf, Frauendorf an der Schmida, Goggendorf und Niederschleinz[11] und
- mit 1. Jänner 1972 Roseldorf[12]

### Einwohnerentwicklung
| Sitzendorf an der Schmida: Einwohnerzahlen von 1869 bis 2025 | Sitzendorf an der Schmida: Einwohnerzahlen von 1869 bis 2025 | Sitzendorf an der Schmida: Einwohnerzahlen von 1869 bis 2025 | Sitzendorf an der Schmida: Einwohnerzahlen von 1869 bis 2025 | Sitzendorf an der Schmida: Einwohnerzahlen von 1869 bis 2025 |
| ------------------------------------------------------------ | ------------------------------------------------------------ | ------------------------------------------------------------ | ------------------------------------------------------------ | ------------------------------------------------------------ |
| Jahr                                                         |                                                              |                                                              |                                                              | Einwohner                                                    |
| 1869                                                         | 1869                                                         |                                                              | 4.152                                                        | 4.152                                                        |
| 1880                                                         | 1880                                                         |                                                              | 4.286                                                        | 4.286                                                        |
| 1890                                                         | 1890                                                         |                                                              | 4.286                                                        | 4.286                                                        |
| 1900                                                         | 1900                                                         |                                                              | 4.388                                                        | 4.388                                                        |
| 1910                                                         | 1910                                                         |                                                              | 4.194                                                        | 4.194                                                        |
| 1923                                                         | 1923                                                         |                                                              | 3.883                                                        | 3.883                                                        |
| 1934                                                         | 1934                                                         |                                                              | 3.647                                                        | 3.647                                                        |
| 1939                                                         | 1939                                                         |                                                              | 3.541                                                        | 3.541                                                        |
| 1951                                                         | 1951                                                         |                                                              | 3.298                                                        | 3.298                                                        |
| 1961                                                         | 1961                                                         |                                                              | 2.916                                                        | 2.916                                                        |
| 1971                                                         | 1971                                                         |                                                              | 2.738                                                        | 2.738                                                        |
| 1981                                                         | 1981                                                         |                                                              | 2.380                                                        | 2.380                                                        |
| 1991                                                         | 1991                                                         |                                                              | 2.170                                                        | 2.170                                                        |
| 2001                                                         | 2001                                                         |                                                              | 2.208                                                        | 2.208                                                        |
| 2011                                                         | 2011                                                         |                                                              | 2.152                                                        | 2.152                                                        |
| 2021                                                         | 2021                                                         |                                                              | 2.158                                                        | 2.158                                                        |
| 2025                                                         | 2025                                                         |                                                              | 2.205                                                        | 2.205                                                        |
| Quelle(n): Statistik Austria, Gebietsstand 1.1.2021          |                                                              |                                                              |                                                              |                                                              |

## Kultur und Sehenswürdigkeiten
- Schloss Braunsdorf

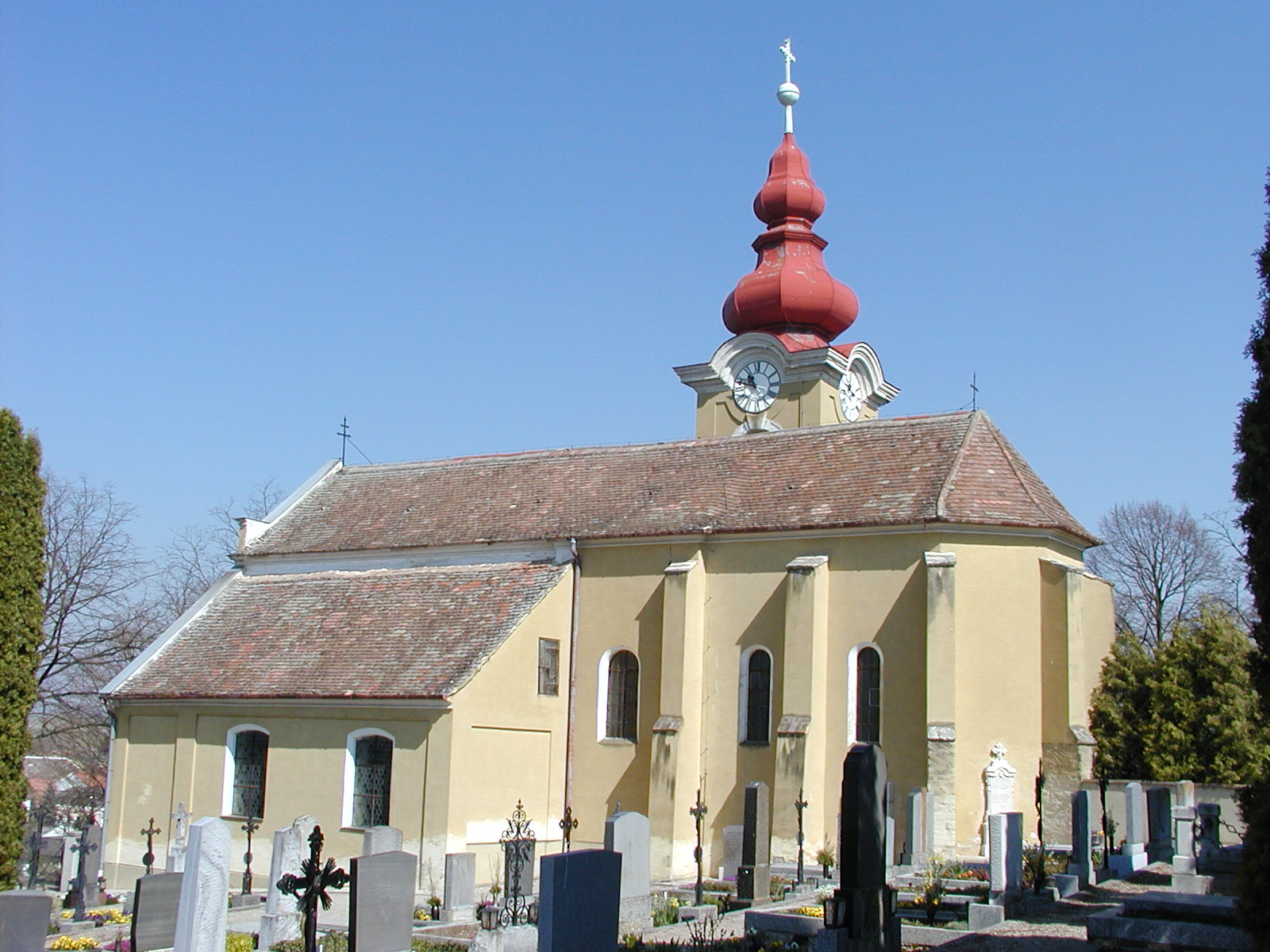
Pfarrkirche Frauendorf an der Schmida

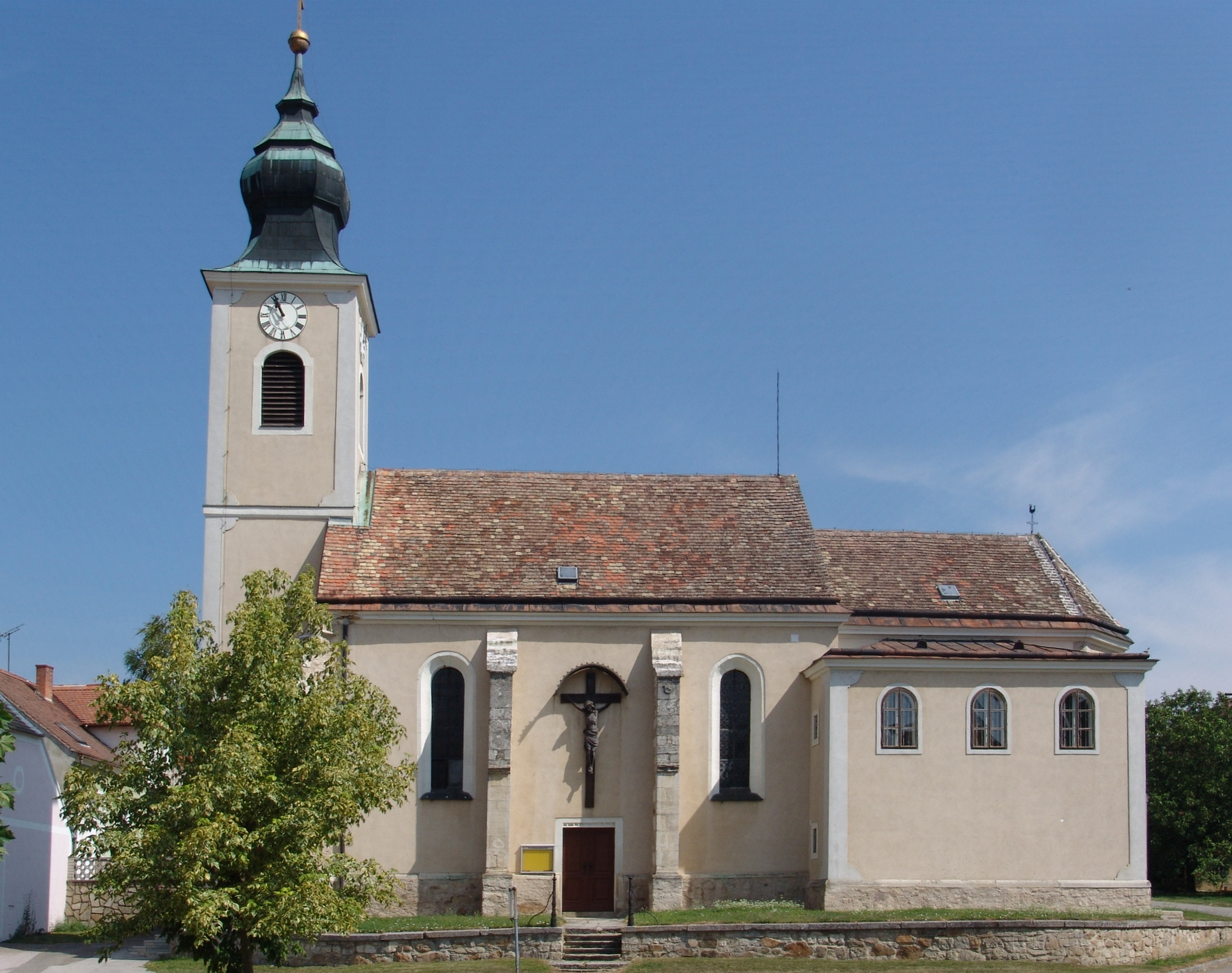
Pfarrkirche Niederschleinz

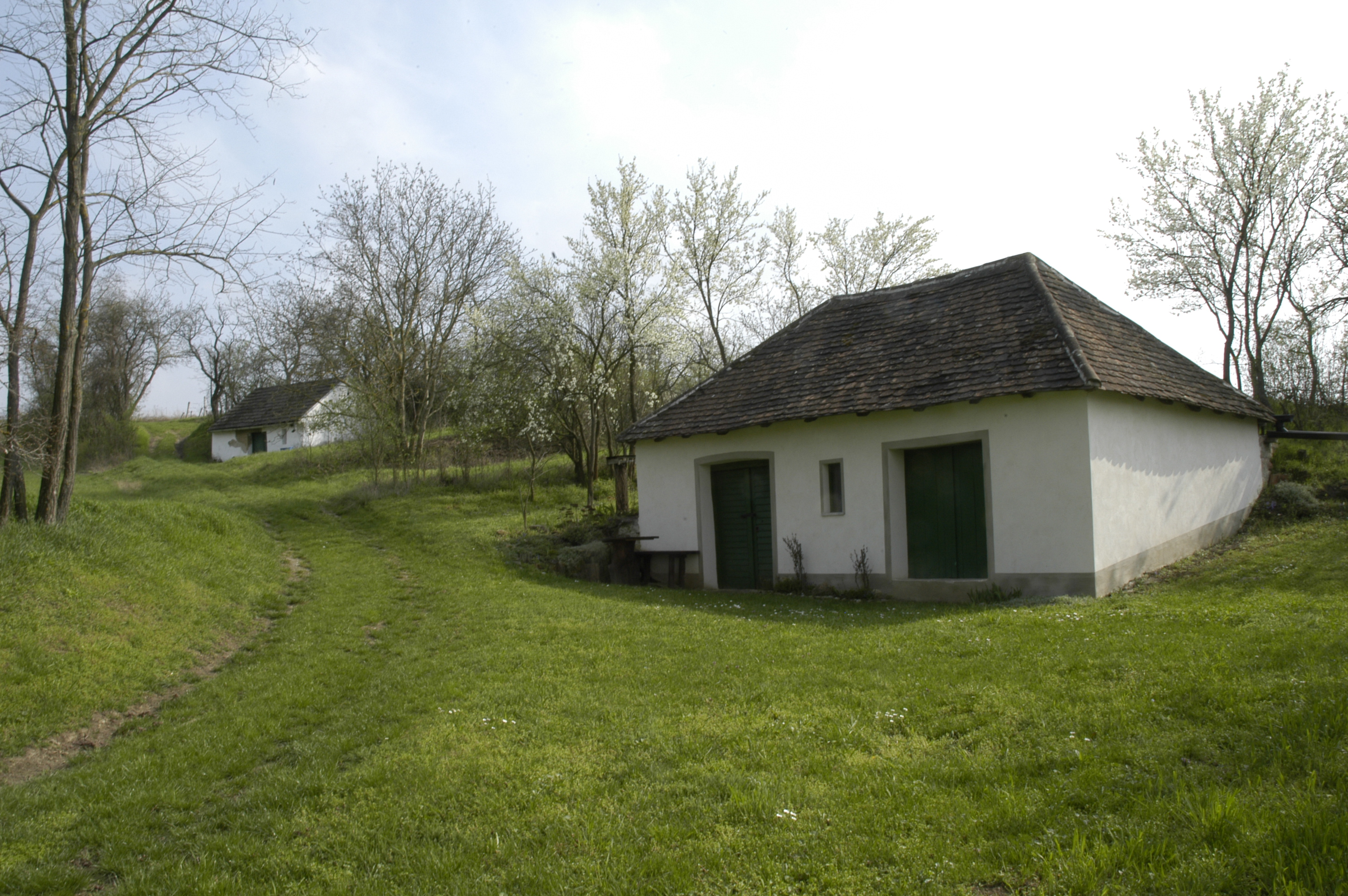
Keller bei den Linden

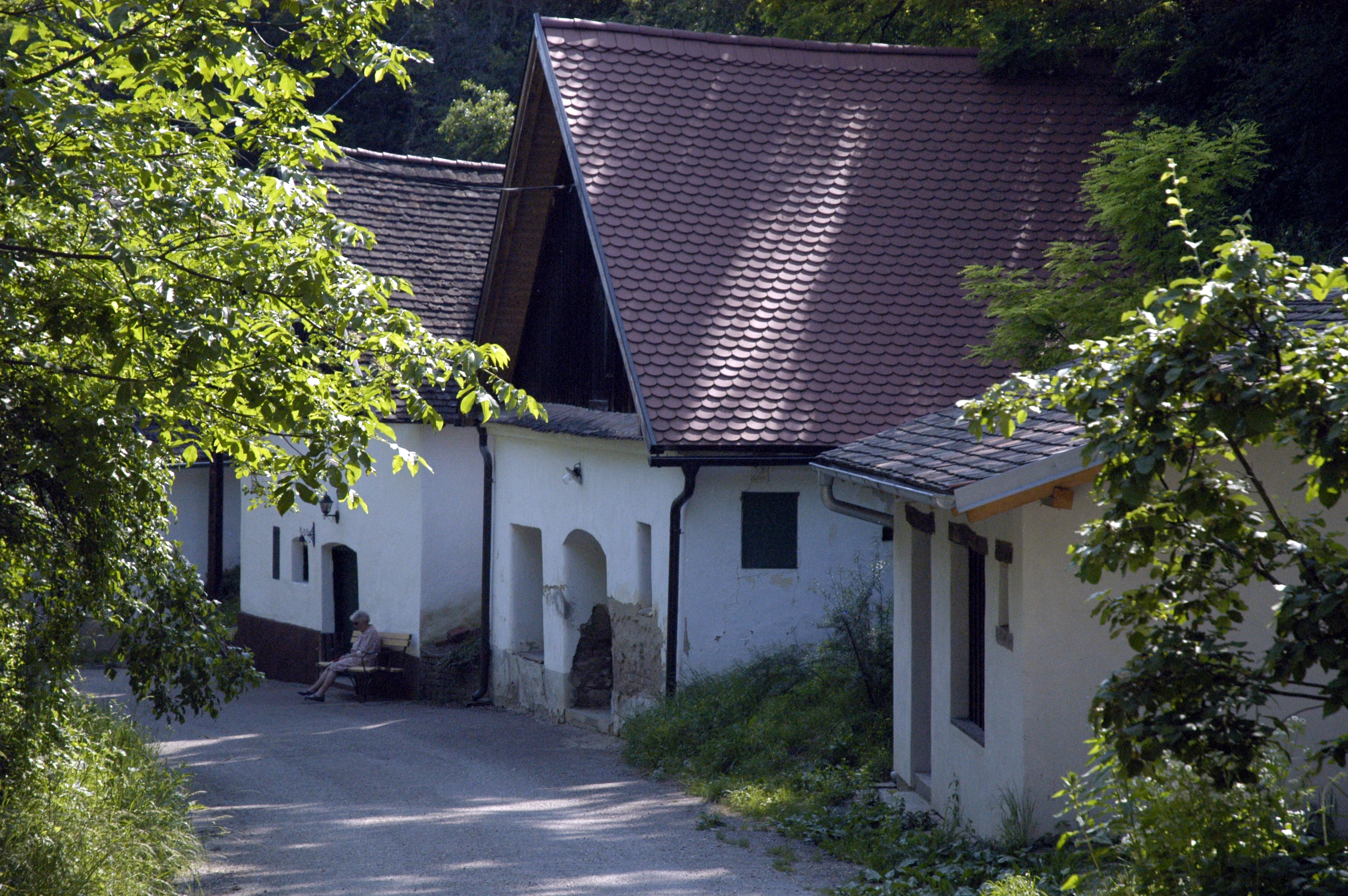
Mühlbergkellergasse

- Katholische Pfarrkirche Braunsdorf hll. Peter und Paul
- Katholische Pfarrkirche Frauendorf an der Schmida hl. Stephanus
- Katholische Pfarrkirche Goggendorf Mariä Verkündigung
- Katholische Pfarrkirche Niederschleinz
- Katholische Pfarrkirche Sitzendorf an der Schmida hl. Martin: Die im Kern spätgotische Kirche mit weitem dreischiffigem dreichorigem Kirchenbau hat bemerkenswerte Netzrippengewölbe. In der Pfarrkirche befindet sich die Grabplatte des Hanns von Wulfestorff aus dem Jahre 1504.
- Katholische Ortskapelle Kleinkirchberg hl. Antonius von Padua
- Katholische Ortskapelle Pranhartsberg hl. Antonius von Padua
- Katholische Ortskapelle Sitzenhart hl. Dreifaltigkeit
- Historischer Hauptplatz und drei unter Denkmalschutz stehende Gebäude:
  - Hauptplatz 13: ehemaliges Kranken- und Waisenhaus aus 1520 mit mächtigem gotischen Erker
  - Hauptplatz 10: Jugendstil-Villa mit Eckturm aus 1912 mit Dekor in Formen der Wiener Werkstätte
  - Am Patergraben 2: ehemaliger protestantischer Pfarrhof, 16. Jhdt.
- Keltenausstellung: im Gemeindeamt von Sitzendorf befindet sich ein Schauraum zu den Ausgrabungen der Keltensiedlung am Sandberg (Dauerausstellung). Besichtigung vormittags während der Öffnungszeiten des Gemeindeamtes
- Archäologische Ausgrabungen auf dem Sandberg nordöstlich von Roseldorf (größte bekannte Keltensiedlung)
- Kreisgrabenanlagen in Pranhartsberg
- Biotop in Pranhartsberg mit Lehrpfad „Orchideen“
- Kellergassen in allen Katastralgemeinden
- Naturschutzgebiet Mühlberg nördlich von Goggendorf, u. a. Vorkommen von Boden-Tragant, Adria-Riemenzunge und Ruthenischer Kugeldistel.

## Wirtschaft und Infrastruktur
Nichtlandwirtschaftliche Arbeitsstätten gab es im Jahr 2001 69, land- und forstwirtschaftliche Betriebe nach der Erhebung 1999 233. Die Zahl der Erwerbstätigen am Wohnort betrug nach der Volkszählung 2001 935. Die Erwerbsquote lag 2001 bei 44 Prozent.
Die Marktgemeinde Sitzendorf an der Schmida ist Mitglied des Landschaftsparks Schmidatal.

### Verkehr
- Eisenbahn: Durch den Westen des Gemeindegebietes verläuft die Franz-Josefs-Bahn. Der nächste Bahnhof befindet sich in Limberg-Maissau.
- Straße: Die wichtigste Straßenverbindung ist die Waldviertler Straße B2.

### Öffentliche Einrichtungen
In der Gemeinde gibt es einen Kindergarten, eine Volksschule und eine Neue Mittelschule.

## Politik

### Gemeinderat
Der Gemeinderat hat 21 Mitglieder. Nach den Gemeinderatswahlen hatte der Gemeinderat folgende Verteilungen:
- 1990: 13 ÖVP, 4 SPÖ, 3 Sonstige und 1 FPÖ
- 1995: 14 ÖVP, 6 SPÖ und 1 FPÖ[15]
- 2000: 14 ÖVP, 6 SPÖ und 1 FPÖ[16]
- 2005: 14 ÖVP und 7 SPÖ[17]
- 2010: 15 ÖVP und 6 SPÖ[18]
- 2015: 17 ÖVP und 4 SPÖ[19]
- 2020: 17 ÖVP und 4 SPÖ[20]
- 2025: 14 ÖVP, 4 GUT und 3 SPÖ[21]

### Bürgermeister
- bis 2014 Leopold Hummer (ÖVP)
- 2014–2024 Martin Reiter (ÖVP)[22]
- seit 2024 Florian Hinteregger (ÖVP)

### Wappen
Der Gemeinde wurde 1964 folgendes Wappen verliehen: Ein schrägrechts geteilter Schild, der in seinem oberen hinteren roten Feld zwei gegeneinandergestellte goldene Rebmesser, in seinem unteren vorderen goldenen Feld eine nach rechts laufenden roten Wolf zeigt.
Der Wolf weist auf die Missionierung durch das Bistum Passau hin, da dieses einen Wolf im Wappen führt. Die Rebmesser führten schon die Grafen Dietrichstein im Wappen. Diese waren einst Inhaber der Burg Sitzendorf.

## Persönlichkeiten
Personen mit Bezug zur Gemeinde

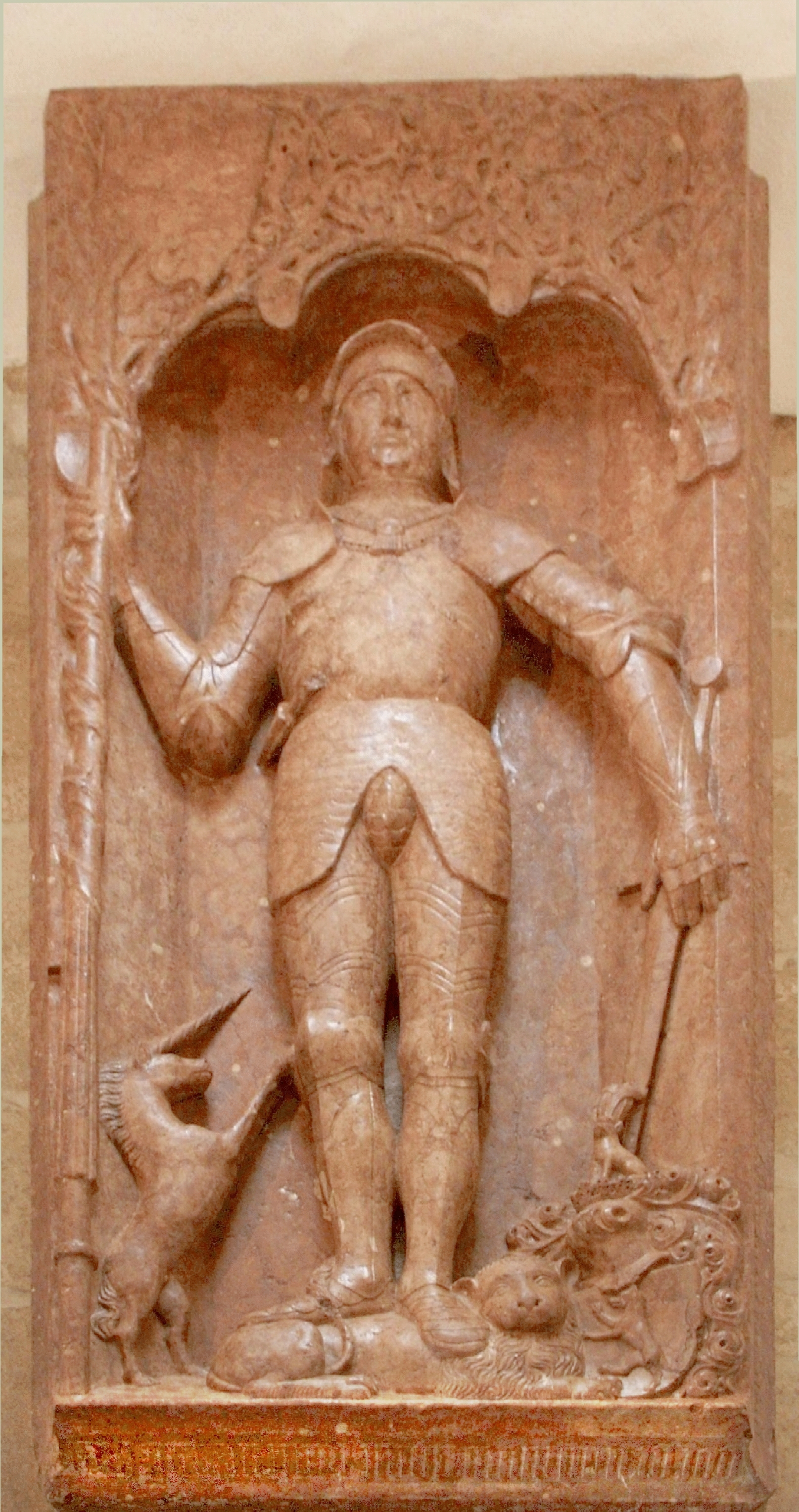
Grabplatte des Hanns von Wulfestorff in der Pfarrkirche von Sitzendorf

- Martin Wölfl, später Rektor der Wiener Universität, war von 1482 bis 1492 Pfarrer in Sitzendorf
- Ritter Hanns von Wulfestorff († 1504 in Sitzendorf), war um 1500 Lehnsherr in Sitzendorf, Feldhauptmann unter Kaiser Friedrich III.
- Leonhard Colonna von Fels (* 1565; † 13. April 1620 in Sitzendorf), böhmischer Adeliger und Heerführer
- Pater Arnold Janssen (1837–1909), deutscher Missionar, Gründer der Steyler Missionare, wurde 2003 heiliggesprochen, erhielt Ende des 19. Jhdts. von der Gemeinde das Heimatrecht
- Ferdinand Mayer (* 20. Mai 1916 in Sitzendorf; † 8. Oktober 1991 ebenda), Politiker und Landwirt, Abgeordneter zum Österreichischen Nationalrat
- Gerhard Schreiber (1939–2010), Hofrat, Forscher und Sammler von Volkskunst, insbesondere für Krippen und Krippendarstellungen
- Hiltigund Schreiber (1939–2023), Kunsthistorikerin
- Artur Rosenauer (* 1940 in Sitzendorf), österreichischer Kunsthistoriker
- Milan Ráček (* 1943 in Zlín), Schriftsteller
- Irena Ráček (* 1948 in Stupné), Malerin

Ehrenbürger der Gemeinde
- Leopold Autherieth; † Geistlicher Rat
- Josef Blöch; † Bürgermeister
- Emmerich Czermak (1885–1965), Minister
- Bonaventura Diem; † Altbürgermeister
- Dolezalek Josef; † Dechant
- Engelbert Dollfuß (1892–1934), Bundeskanzler
- Walter Edhofer; † Hofrat
- Johann Eichinger; † Präs. Bundeswirtschaftsrat
- Ferdinand Fiala; † Pfarrer und Dechant
- Anton Fiedler; † Vizebürgermeister
- Alois Fischer; † Landtagspräsident
- Freiherr Pachner von Eggentorf; † k.k. Bezirkshauptmann
- Freiherr von Hohenbruck; † k.k. Bezirkshauptmann
- Jakob Fried; † Spiritualprovisor
- Eduard Hartmann (1904–1966), Landeshauptmann
- Richard Held; † k.k. Statthaltereirat
- Leopold Hummer, Bürgermeister (1995–2014)
- Johann Kähsmayer; † Oberschulrat
- Josef Kühschelm (1855–1908), Landtagsabgeordneter, Dechant
- Leopold Kurz; † OSR, VS Dir.
- Johann Laba; † Herrschaftl. Verwalter
- Gottfried Marschall (1840–1911), Weihbischof
- Andreas Maurer (1919–2010), Landeshauptmann
- Ferdinand Mayer; † Bürgermeister
- Josef Mum; † Bürgermeister
- Philipp Perko; † Gemeindearzt
- Erwin Plevan (1925–2005), Architekt
- Walter Rathpoller (1934–2023), Pfarrer
- Josef Reither (1880–1950), Landeshauptmann
- Johann Rieder; † Pfarrer (40 J. Priester)
- Josef Schöffl; † NÖ Landesausschuss
- Erwin Schönborn-Buchheim, †
- Anton Schöpfleuthner (1845–1921); Domkapitular zu St. Stephan
- Carl Semsch; † Landesregierungsrat
- Johann Waltner (1900–1987), Landesrat
- Michael Wittmann; † Dechant
- Johann Wöber; † Gemeinderat
- Werner Withalm; † Bürgermeister (1980–1995)
- Eduard Zankl; † Oberlehrer[24]